# Bahnhof Odenheim
Der Bahnhof Odenheim ist der Bahnhof des Östringer Stadtteils Odenheim. Er ist Endpunkt der von Bruchsal bis nach Odenheim führenden Katzbachbahn und wird von der Linie S31 der Stadtbahn Karlsruhe bedient.

## Geschichte
Nach verschiedenen Planungen seit 1888 wurde der Bahnhof Odenheim am 5. März 1896 als Endbahnhof der Katzbachbahn von Bruchsal nach Odenheim eröffnet. Betrieben wurde die Strecke zunächst von der Westdeutschen Eisenbahn-Gesellschaft (WeEG).
In den ersten Betriebsjahren entwickelten sich sowohl der Personenverkehr als auch der Güterverkehr positiv, weshalb die ursprünglich bis nach Elsenz geplante Strecke am 3. September 1900 von Odenheim bis Hilsbach verlängert wurde. Im Oktober 1898 übernahm die WeEG-Tochtergesellschaft, die Badische Lokal Eisenbahn Aktiengesellschaft (B.L.E.A.G.), die Katzbach- und Kraichtalbahn.
Im Zuge des Konkurses der B.L.E.A.G. wurde die Katzbachbahn am 1. Januar 1932 von der Deutschen Eisenbahn-Betriebsgesellschaft AG (DEBG) übernommen. Der DEBG gelang es zunächst, die beiden Strecken, die von der Weltwirtschaftskrise in Mitleidenschaft gezogen worden waren, wieder voranzubringen.

### Die Jahre unter der SWEG (1963–1994)
Die DEBG trat am 1. Mai 1963 die Strecke an die Südwestdeutsche Eisenbahngesellschaft mbH (SWEG) ab.

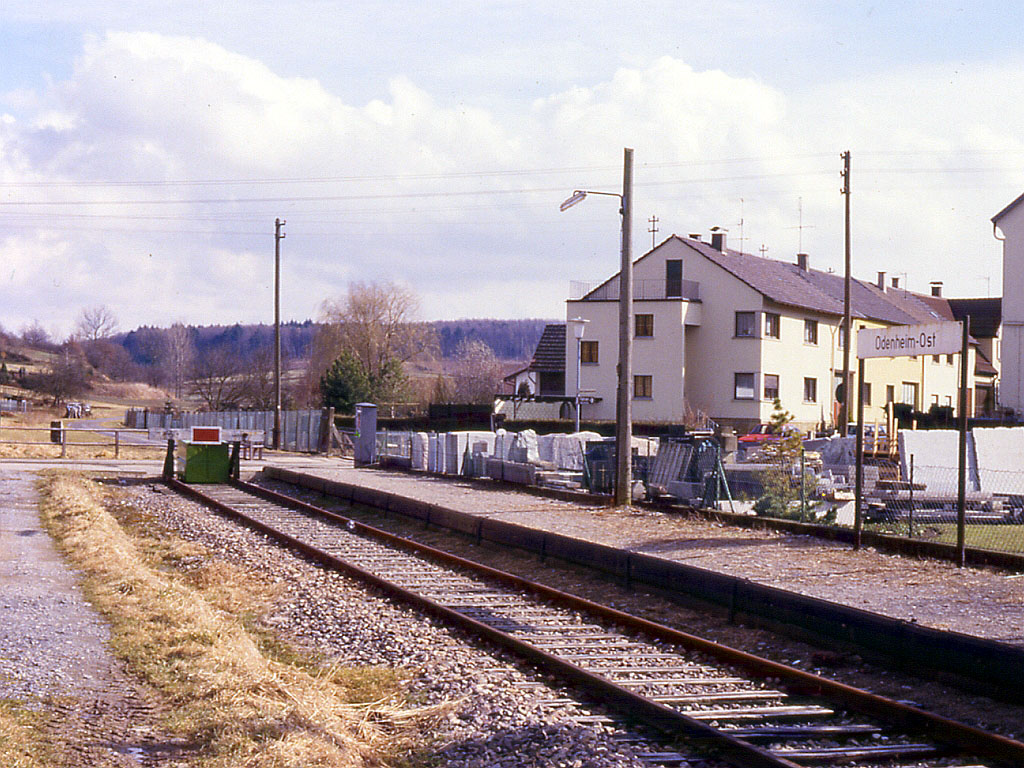
Haltepunkt Odenheim Ost im Jahr 1986

Am 31. Januar 1975 wurde dann der Abschnitt Odenheim Ost–Tiefenbach stillgelegt. Der erst 1968 eingerichtete Haltepunkt Odenheim Ost wurde somit neuer Endpunkt der Katzbachbahn.
Am 1. Juni 1986 kam schließlich auch das Aus für den Abschnitt Odenheim Bahnhof–Odenheim Ost.

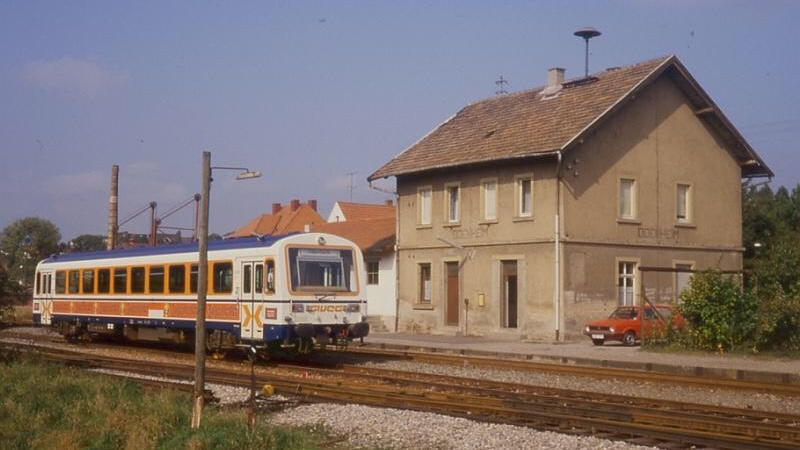
Bahnhof Odenheim 1990 mit SWEG VS 201

### Übernahme durch die AVG und Ausbau zur Stadtbahn (1994–2000)
Um sowohl die Katzbach- als auch die benachbarte Kraichtalbahn vor der Gesamtstilllegung zu bewahren, übernahm die Albtal-Verkehrs-Gesellschaft (AVG) im Jahr 1994 beide Strecken von der SWEG.
Nachdem die AVG den zuletzt unter der SWEG existierenden Fahrplan übernommen hatte, verbesserte sie ihn ein halbes Jahr später und führte dabei auch einen Taktfahrplan ein. Mit der Übernahme durch die AVG wurde gleichzeitig ein Ausbau der Strecke zur Stadtbahn beschlossen.
Am 26. September 1998 fand die Eröffnung des Stadtbahnbetriebes auf der Katzbachbahn statt, die daraufhin als Linie S31 in das Netz der Karlsruher Stadtbahn integriert wurde.
Der Bahnhof Odenheim wurde für den Stadtbahnbetrieb komplett umgebaut: Das Bahnhofsgebäude wurde abgerissen und eine zweigleisige Wagenhalle für die Stadtbahntriebwagen gebaut. Der Hausbahnsteig wurde auf eine Höhe von 55 Zentimetern gebracht, und ein zweiter, eben solch hoher Seitenbahnsteig errichtet. Die Gleisanlagen wurden angepasst und die beiden Gleise im Bahnhof als Stumpfgleis mit je einem Prellbock versehen.

## Betrieb
Die Katzbachbahn ist als Linie S31 (ursprünglich: Odenheim–Bruchsal–Karlsruhe Hbf–Malsch–Rastatt–Forbach (Schwarzw)–Freudenstadt Hbf, seit 2016 nur noch Odenheim–Karlsruhe Hbf) in das Karlsruher Stadtbahnnetz integriert. Zur Hauptverkehrszeit verkehren die Züge der Linie S31 im 20-Minuten-Takt, ansonsten in der Regel im Stundentakt (Stand 2021). Zum Einsatz kommen Zweisystemstadtbahnwagen vom Typ GT8-100C/2S.